# آدریان برد
آدریان برد (انگلیسی: Adrian Bird؛ زادهٔ ۳ ژوئیهٔ ۱۹۴۷) یک دانشمند در زمینه نسل‌شناسی اهل بریتانیا است.